# پاپی (فیلم ۱۹۶۹)
پاپی (به انگلیسی: Popi) یک فیلم کمدی-درام آمریکایی محصول سال ۱۹۶۹ به کارگردانی آرتور هیلر با بازی آلن آرکین و ریتا مورنو است. این فیلم بر روی یک بیوه اهل پورتوریکو تمرکز دارد که برای بزرگ کردن دو پسر جوان خود در محله شهر نیویورک تلاش می‌کند.

## بازسازی
یک مینی‌سریال تلویزیونی ۱۰ قسمتی در ژانر کمدی با همین نام، بر اساس همین داستان، در سال ۱۹۷۶ با بازی هکتور الیزوندو در نقش پاپی پخش شد.

## شبکه خانگی
این فیلم در ۱ آوریل ۲۰۰۳ در قالب دی‌وی‌دی به صورت تمام صفحه منتشر شد. دارای آهنگ‌های صوتی به زبان‌های انگلیسی و اسپانیایی و زیرنویس به زبان‌های انگلیسی، اسپانیایی و فرانسوی است.